# AS Cannes
Association Sportive de Cannes Football (Franceză:a.sɔ.sja.sjɔ̃ spɔrtɪv də kan) este un club de fotbal ce evoluează în prezent în Championnat National.

## Echipa curentă
| Nr. |           | Poziție | Jucător                            |
| --- | --------- | ------- | ---------------------------------- |
| 1   | Franța    | P       | Jérémy Gavanon                     |
| 5   | Franța    | F       | Sébastien Gimenez                  |
| 6   | Guadelupa | F       | Cédric Avinel                      |
| 7   | Franța    | M       | Sebastien Gregori                  |
| 8   | Franța    | M       | Didier Neumann                     |
| 9   | Cehia     | A       | Jan Koller                         |
| 10  | Franța    | M       | Francois Masson                    |
| 11  | Franța    | M       | Lilian Compan                      |
| 13  | Rwanda    | A       | Elias Uzamukunda                   |
| 14  | Franța    | F       | Jérémy De Magalhaes                |
| 15  | Togo      | A       | Biliaminou Tidjani                 |
| 16  | Serbia    | P       | Perica Radić                       |
| 17  | Algeria   | M       | Youcef Touati (on loan from Dijon) |

| Nr. |            | Poziție | Jucător                                    |
| --- | ---------- | ------- | ------------------------------------------ |
| 18  | Franța     | M       | Antony Lopez Peralta                       |
| 19  | Franța     | A       | Romain Armand                              |
| 20  | Guadelupa  | M       | Fabien Raddas                              |
| 21  | Madagascar | A       | Paulin Voavy                               |
| 22  | Franța     | F       | Mickaël Cerielo                            |
| 23  | Franța     | F       | Thibault Scotto                            |
| 24  | Franța     | M       | Hervé Bugnet (on loan from Évian)          |
| 25  | Senegal    | M       | Sylvain N'Diaye                            |
| 26  | Franța     | F       | Romain Rambier                             |
| 27  | Franța     | F       | Vincent Di Bartoloméo                      |
| 28  | Senegal    | F       | Pape Daouda M'Bow (on loan from Marseille) |
| 29  | Franța     | M       | Benoît Leroy                               |
| 30  | Franța     | P       | Kevin Dolmadjian                           |

## Jucători notabili
| - William Ayache - Jean Baeza - Bernard Casoni - Yvon Douis - Albert Emon - Luis Fernández - Johan Micoud - Jean-Luc Sassus | - Zinedine Zidane - Abdelkader Ferhaoui - Kamel Ghilas - Ibrahim Aoudou - Addick Koot - Ruud Krol - Boro Primorac - Dušan Savić |

## Istoria managerilor
| Dates     | Name              |
| --------- | ----------------- |
| 1932–1934 | Billy Aitken      |
| 1934–1938 | Stan Hillier      |
| 1938–1939 | Maurice Cottenet  |
|           | Cornelli          |
|           | Francis Roux      |
| 1948      | Elek Schwartz     |
| 1948–1949 | Dominique Mori    |
| 1949–1952 | Anton Marek       |
| 1952–1955 | Lucien Troupel    |
|           | Léon Rossi        |
|           | Paul Baron        |
| 1961–1962 | Dante Lerda       |
| 1962–1964 | Alberto Muro      |
| 1964–1966 | Louis Mus         |
| 1966–1968 | Maurice Blndel    |
| 1968–1976 | Dante Lerda       |
| 1976–1981 | Robert Domergue   |
| 1981–1983 | Charly Loubet     |
| 1983–1985 | Jean-Marc Guillou |
| 1985–1990 | Jean Fernandez    |
| 1990–1992 | Boro Primorac     |

| Dates        | Name             |
| ------------ | ---------------- |
| 1992         | Erick Mombaerts  |
| 1992–1994    | Luis Fernandez   |
| 1994–1995    | Safet Sušić      |
| 1995         | William Ayache   |
| 1995–1997    | Guy Lacombe      |
| 1997–1998    | Adick Koot       |
| 1998         | Guy Calleja      |
| 1998–2001    | Ronald Gransard  |
| 2001–2002    | René Marsiglia   |
| 2002         | Bernard Casoni   |
| 2002         | Christian Lopez  |
| 2002–2003    | Robert Buigues   |
| 2003         | Nenad Stojkovic  |
| 2003–2004    | René Marsiglia   |
| 2004–2006    | Gérard Barnardet |
| 2006–2007    | Michel Dussuyer  |
| 2007         | Patrice Carteron |
| 2007–2008    | Stéphane Paille  |
| 2008–2009    | Patrice Carteron |
| 2009–2011    | Albert Emon      |
| 2011–present | Victor Zvunka    |

## Palmares
- Ligue 1
  - Runner-Ups (1): 1932
- Coupe de France
  - Champions (1): 1932
- USFSA League (Provence-Alpes-Côte d'Azur)
  - Champions (1): 1910
- Coupe Gambardella
  - Champions (2): 1955, 1995